# Kattowitzer Hütte
Die Kattowitzer Hütte ist eine Schutzhütte der Sektion Kattowitz (Sitz in Salzgitter) des Deutschen Alpenvereins in den Hohen Tauern.

## Lage und Umgebung
Sie befindet sich im Ochsenkar der Hafnergruppe in Österreich, südwestlich des Großen Hafners.

## Geschichte
Die Hütte wurde 1929 erbaut und 1978 erweitert.

## Wege

### Zustieg
Die Hütte ist vom Parkplatz bei der Kölnbreinsperre (1910 m ü. A.) in zweieinhalb Stunden sowie von der an der Malta-Hochalmstraße gelegenen Unteren Maralm (1200 m ü. A.) in ca. drei Stunden zu erreichen.

### Gipfelbesteigungen
Der Große und der Kleine Hafner sind von der Hütte in gut zwei Stunden Gehzeit zu erreichen. Weitere Gipfelziele in der Umgebung sind der Weinschnabel (2750 m), die Kölnbreinspitze (2934 m) oder der Große Sonnblick (3030 m).

### Übergänge zu anderen Hütten
Die Osnabrücker Hütte im Großelendtal ist in etwa vier Stunden Gehzeit erreichbar. Unten im Maltatal liegt die Gmünder Hütte, zu der es gut zwei Stunden Gehzeit sind. Zur Rotgüldenseehütte braucht man etwa dreieinhalb Stunden, zur Sticklerhütte sieben Stunden Gehzeit.
Die Hütte ist ein Etappenziel des Tauernhöhenweges.